# 朱子春
朱子春（1850年—1905年），字绪宣，号香畹，湖北省武昌府武昌縣人，清朝政治人物、同進士出身。

## 生平
光緒九年（1883年），参加癸未科殿試，登進士三甲28名。同年五月，著交吏部掣签分发各省，以知县即用。光绪十二年（1886年）任陕西凤县知县。光绪十五年（1889年）充已丑会试同考官。

## 事迹
凤县在嘉陵江上游，旧方石铺（今双石铺）无桥，朱子春感乡民涉水之苦，于光绪十五年创官渡，造船两艘，不索渡资。光绪十六年、十八年捐俸银修城隍庙，建果老洞铁棋亭。
朱子春工诗文书法。光绪十八年（1892年）主修《凤县志》十卷，刊刻出版。